# Žutska Aba
Žutska Aba je nenaseljeni otočić u hrvatskom dijelu Jadranskog mora.
Njegova površina iznosi 0,239 km². Dužina obalne crte iznosi 2,03 km.